# جواد الطيبي
جواد خليل حسن الطيبي (5 مايو 1956 في خان يونس – )، سياسي وطبيب فلسطيني.

## نشأته
وُلد جواد خليل حسن الطيبي في مدينة خان يونس في قطاع غزة بتاريخ 5 مايو 1956.

## مناصبه
- اُنتخب عضوًا في المجلس التشريعي الفلسطيني بعد الانتخابات العامة الفلسطينية عام 1996 حيث حصل على 20,034 صوتًا في دائرة محافظة خان يونس ممثلًا عن حركة فتح.[2]
- وزير العدل في الحكومة الفلسطينية السابعة، (5 أكتوبر 2003 – 12 نوفمبر 2003).[3]
- وزير الصحة في الحكومة الفلسطينية السابعة، (5 أكتوبر 2003 – 12 نوفمبر 2003).[3]
- وزير الشؤون الاجتماعية في الحكومة الفلسطينية السابعة، (5 أكتوبر 2003 – 12 نوفمبر 2003).[3]
- وزير شؤون الأسرى في الحكومة الفلسطينية السابعة، (5 أكتوبر 2003 – 12 نوفمبر 2003).[3]
- وزير الصحة في الحكومة الفلسطينية الثامنة، (12 نوفمبر 2003 – 24 فبراير 2005).[4]